# Vysoké Chvojno
Vysoké Chvojno (en allemand : Hoch Chwojno) est une commune du district de Pardubice, dans la région de Pardubice, en République tchèque. Sa population s'élevait à 457 habitants en 2024.

## Géographie
Vysoké Chvojno se trouve à 5 km au nord-ouest du centre de Holice, à 17 km à l'est-nord-est de Pardubice, à 16 km au sud-est de Hradec Králové et à 110 km à l'est de Prague.
La commune est limitée par Býšť et Týniště nad Orlicí au nord, par Albrechtice nad Orlicí, Nová Ves et Poběžovice u Holic à l'est, par Holice et Horní Ředice au sud, et par Chvojenec à l'ouest.

## Histoire
La plus ancienne mention écrite du village remonte à 1336.

## Galerie

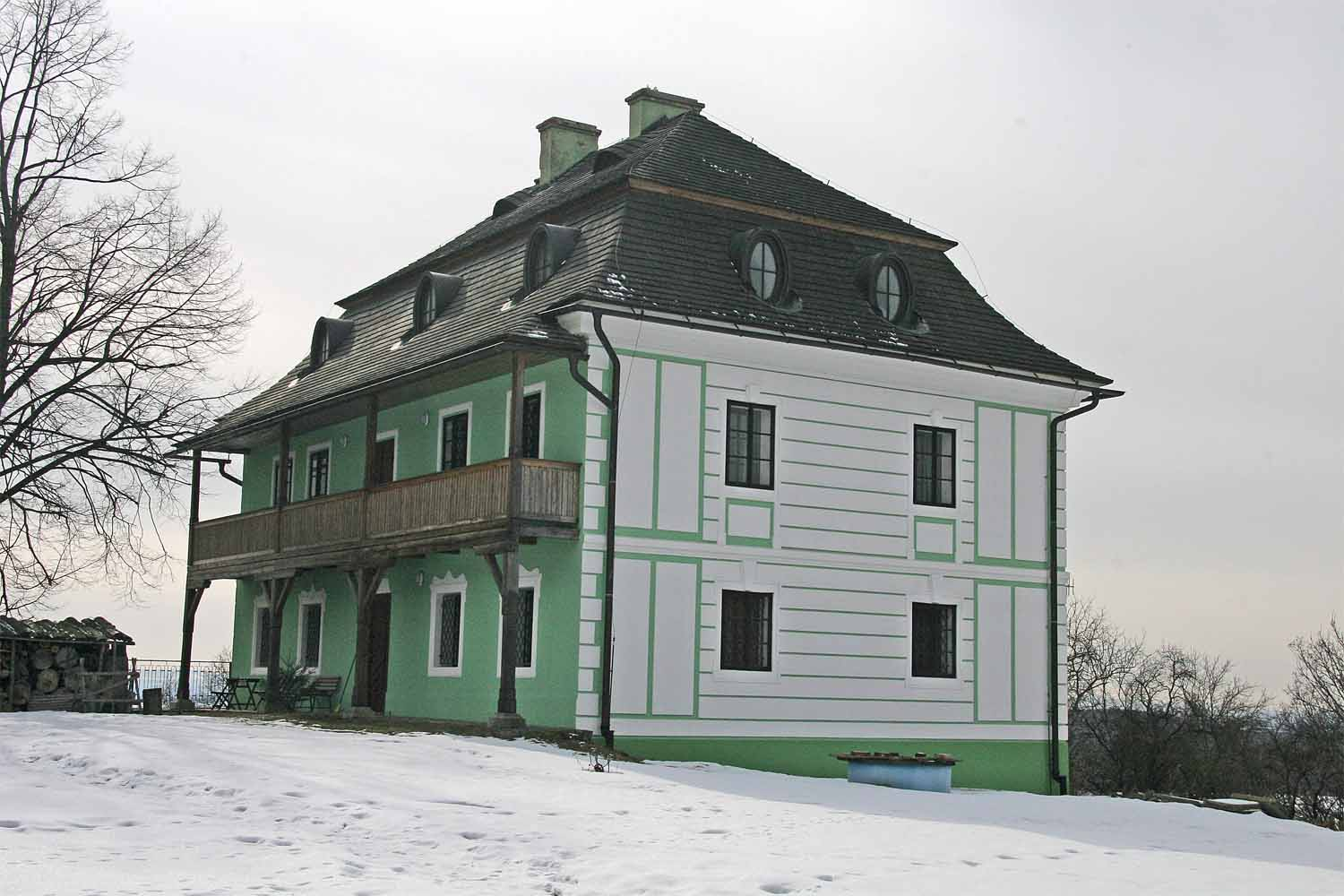
Vysoké Chvojno : presbytère.
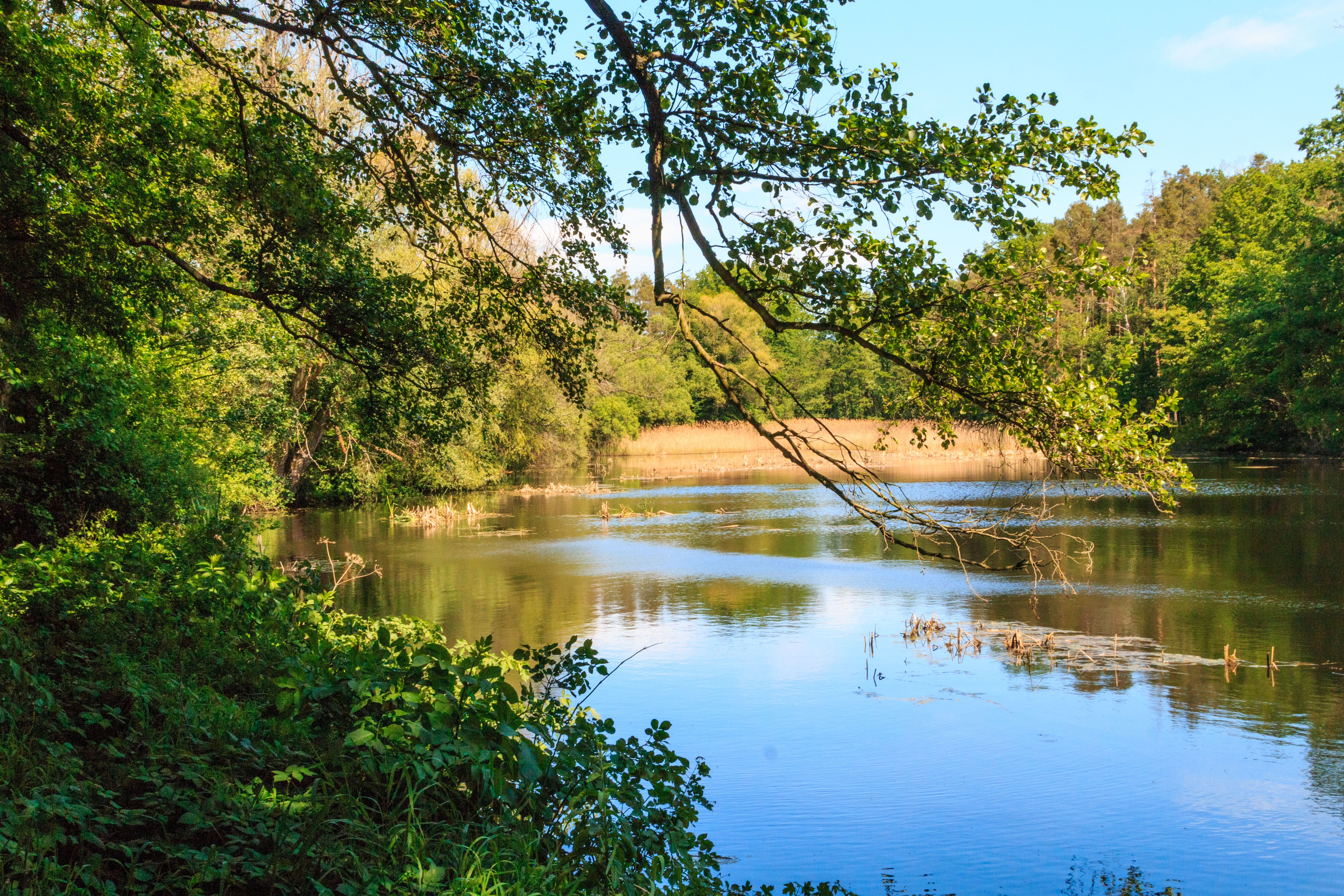
Étang de Špičník.

## Transports
Par la route, Vysoké Chvojno se trouve à 6 km de Holice, à 19 km de Pardubice et à 125 km de Prague. 